# Fluorenone
Il fluorenone, nome sistematico 9H-9-fluorenone, è un chetone aromatico triciclico,  avente formula molecolare C13H8O e formula semistrutturale (C6H4)2C=O.
La molecola è formata da due anelli benzenici connessi tra loro tramite le rispettive posizioni orto da un legame diretto e da un carbonile, chiudendo così un anello pentaatomico centrale e formando quindi un chetone diarilico ciclico.
La molecola è un derivato del fluorene, che si ottiene da esso per ossidazione, anche aerobica, del metilene (C-9) a carbonile:
>CH2   →   >C=O.
Il fluorenone è il capostipite strutturale dei fluorenoni, che derivano da esso per varie sostituzioni e che sono generalmente molecole bioattive o anche molecole di partenza nella sintesi di farmaci, ad esempio di antimalarici.

## Caratteristiche generali
Il fluorenone è un composto termodinamicamente stabile, la cui formazione dagli elementi è lievemente esotermica: ΔHƒ° = -11,4 ± 3,8 kJ/mol. Il fluorenone è una sostanza combustibile, anche se non facilmente infiammabile.
In condizioni ambiente il fluorenone si presenta come cristalli ortorombici di colore giallo brillante che esibiscono fluorescenza verde. Nonostante la presenza del carbonile, che è un gruppo alquanto polare, questi cristalli sono praticamente insolubili in acqua; sono però molto solubili in toluene e in etere; sono inoltre discretamente solubili in acetone, benzene ed alcool, ma molto poco solubili in tetracloruro di carbonio. Tuttavia, la presenza del carbonile influisce sulla polarità complessiva della molecola, che mostra un elevato momento dipolare, pari a 3,36 D.
Il fluorenone è un costituente dei combustibili fossili ed anche un prodotto della loro combustione incompleta. Ha un significativo impatto ambientale (è una priorità per l'EPA), tuttavia alcuni batteri sono capaci di sfruttare il fluorenone come fonte di carbonio ed anche di energia, trasformandolo in tal caso in 9-fluorenolo.

## Usi e produzione
Industrialmente è ottenuto dalla frazione intermedia nel processo di produzione del catrame, in particolare dall'ossidazione del fluorene con ossigeno (schematizzata sopra). In laboratorio può essere ottenuto dal fluorene per ossidazione con anidride cromica.
Svolge un'importante funzione come catalizzatore metallocenico (come legante). È anche usato nella produzione di poliradicali per le resine.
Usati nella produzione di farmaci antimalaria, il fluorenone e i suoi derivati, hanno un ruolo significativo anche come materiale di base per coloranti e vernici. Essi sono dotati di funzioni utili come la sensibilità alla luce ed alla temperatura, resistenza al calore, conducibilità, resistenza alla corrosione e nell'individuazione di gruppi amminici. Per questo sono usati in misuratori termici o di luce, nella chimica dei cristalli liquidi, nella chimica della luminescenza, nella analisi spettrofotometrica e nella chimica dei complessi organo-metallici.

## Indicazioni di sicurezza
Il fluorenone è un sospetto cancerogeno. Gli studi sugli animali hanno riscontrato, in alcuni casi, lo sviluppo di tumori sottocutanei. Tuttavia, i caratteri tossicologici di questo composto sull'uomo, non sono ancora stati totalmente studiati. Può causare irritazioni agli occhi, alla pelle, al tratto digestivo e respiratorio. Il fluorene è stabile a temperatura e pressione ambiente, ma è incompatibile con forti agenti ossidanti, può decomporsi in monossido di carbonio ed anidride carbonica.

## Interventi di primo soccorso
- Contatto con occhi: sciacquare abbondantemente con acqua per almeno 15 minuti. Consultare un medico.
- Contatto con la pelle: lavare abbondantemente con acqua e sapone. Rimuovere gli indumenti contaminati, da lavare prima di riusarli.
- Ingestione: se la vittima è cosciente e in allerta, ingerire 3-4 tazze di latte o acqua. Ma non somministrare nulla di orale ad una persona incosciente. Chiamare un medico.
- Inalazione: allontanare la vittima e portarla in un luogo aerato. Se non respira, fornire una respirazione artificiale, od ossigeno se la respirazione è difficoltosa. Chiamare un medico.

### Misure antincendio
Come in ogni incendio, indossare un'attrezzatura adatta. Durante l'incendio si potrebbero sviluppare gas altamente tossici o irritanti dovuti alla combustione od alla decomposizione del composto.
Metodi di estinzione adatti: acqua vaporizzata, polveri, anidride carbonica o schiuma.

## Indicazioni di protezione
Indossare occhiali protettivi, guanti, camice e respiratore (per grandi quantità di fluorene).

### Norme generali protettive e di igiene
Maneggiare e provvedere alla aerazione, minimizzare la produzione di polvere ed il suo accumulo nell'ambiente. Evitare il contatto con gli occhi, con la pelle e con gli indumenti. Mantenere i contenitori ermeticamente chiusi ed evitare ingestione ed inalazione.

### Dispersione accidentale
Usare le protezioni adatte, come indicato sopra. Contenere le fuoriuscite immediatamente, osservando le giuste precauzioni. Raccogliere il composto e stoccarlo in contenitori adatti. Provvedere alla ventilazione del locale.

### Smaltimento e stoccaggio
Tenere i contenitori chiusi, quando sono inutilizzati. Stoccare in ambiente fresco, asciutto e ben aerato, lontano da sostanze incompatibili con il fluorene. Gli ambienti in cui viene utilizzato o stoccato dovrebbero essere provvisti di doccia di sicurezza e lavandino per lavaggio degli occhi.
Sono state proposti tre metodi per lo smaltimento del fluorenone, due dei quali comprendono il metabolismo del composto da parte di batteri. Un batterio è capace di crescere sul fluorene, ma il metodo deve essere ancora studiato. È supposto che il 9-fluorenone può essere trasformato in 9-fluorenolo tramite deidrogenasi, che può essere indotta nel batterio durante il suo sviluppo.

## Immagini 3D della molecola

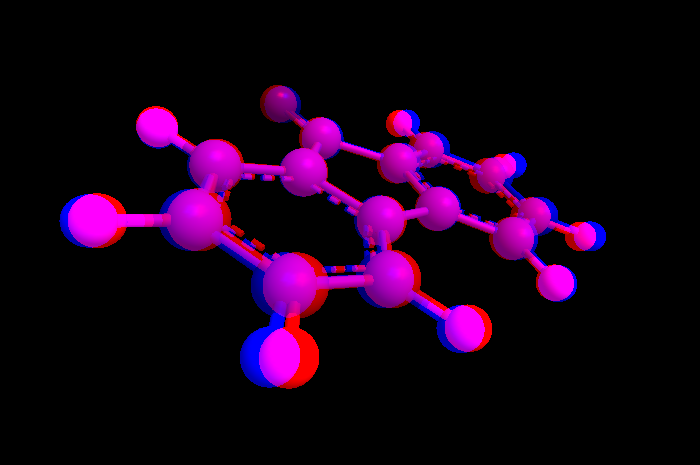
Anaglifo del fluorenone. Per una corretta visualizzazione, indossare gli occhialini con lenti blu e rosse.

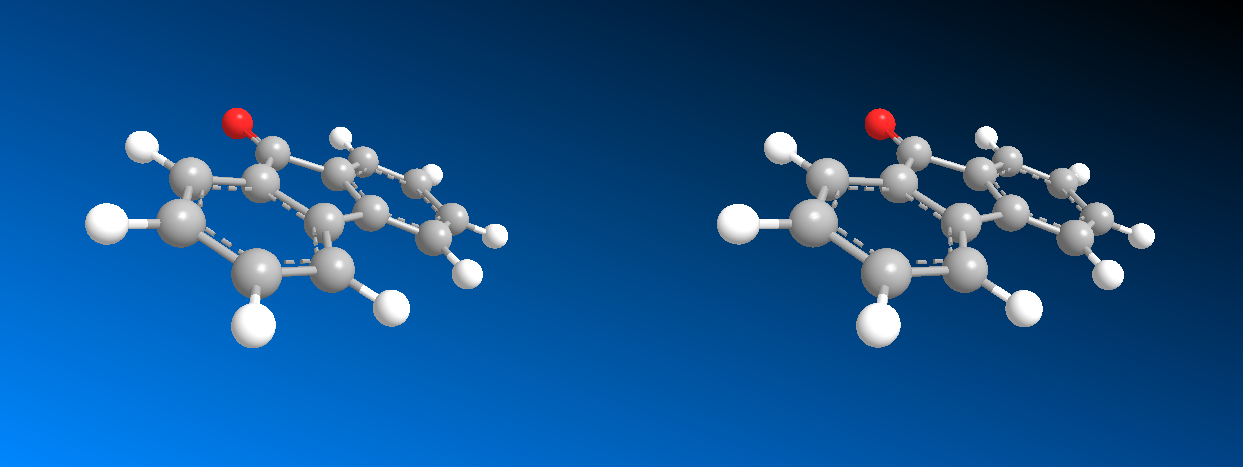
Modello 3D Cross-Eyed del fluorenone. Per una corretta visualizzazione, indossare gli occhiali adatti.